# Gewest Gelderland (KNSB)
Het Gewest Gelderland was tot 2023 een van de acht gewesten van de Koninklijke Nederlandsche Schaatsenrijders Bond. Het gewest bestond uit ijsverenigingen, hardrijdersverenigingen, toerorganisaties en kunstrijverenigingen uit Gelderland. Het Triavium in Nijmegen is de enige kunstijsbaan in het voormalige gewest, maar veel rijders hadden De Scheg in Deventer als thuisbaan. Ook Flevoland met de ijsbanen Dronten en Biddinghuizen viel onder Gewest Gelderland. 
De gewestelijke wedstrijdselectie trainde deels in Deventer en Enschede, het andere deel had Nijmegen als thuisbasis.
Vanaf 2018 is de fusie voorbereid met het Gewest Overijssel tot Gewest Oost. Dit is opgericht op 16 november 2023.